# جان هاکسهام

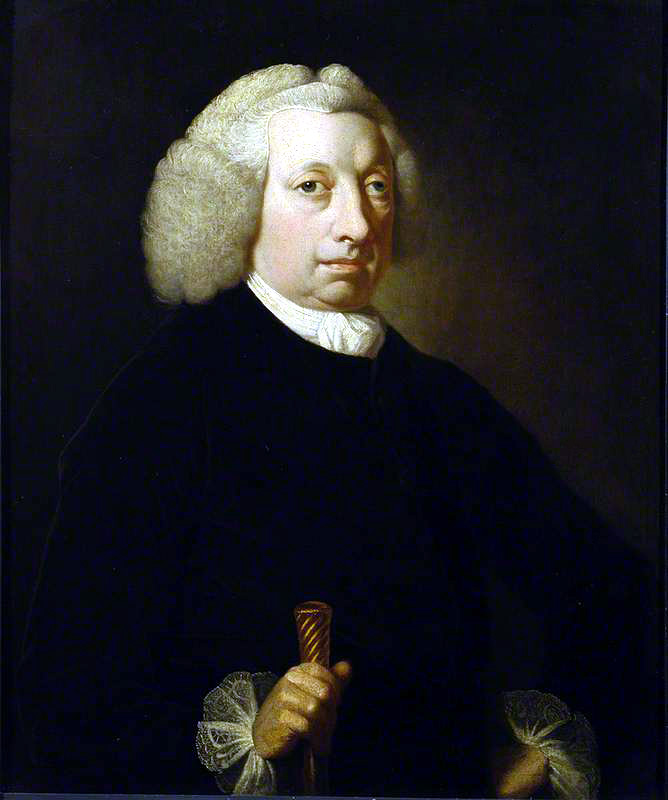
جان هاکسهام

جان هاکسهام (به انگلیسی: John Huxham) (زاده ۱۶۹۲ –۱۷۶۸ درگذشته)، جراح انگلیسی بود، یک پزشک استانی که به دلیل مطالعه در مورد تب مشهور است. در سال ۱۷۵۰ هاکسهام مقاله‌اش را در مورد تب منتشر کرد و در سال ۱۷۵۵ به علت مشارکتش در پزشکی مدال کاپلی گرفت.